# 花蓮縣數位機會中心
花蓮縣數位機會中心，是花蓮縣政府規劃設立的數位機會中心（Digital Opportunity Center，縮寫DOC），是由中華民國教育部在行政院「縮短數位落差計畫」下辦理的項目，在全縣十二個社區推動設置，提供網路、電腦設備、圖書、駐點人員服務，由國立臺灣師範大學數位文化中心擔任輔導團隊。

## 概述
行政院「智慧台灣計畫」執行策略之一是「創造公平數位機會」，而縮短數位落差正是該策略的具體實現。
花蓮縣數位機會中心計劃在各個推動社區設置電腦教室，提供免費課程供民眾學習電腦，並於開放時間供民眾免費使用網路資源，目的在藉由數位知識與使用的普遍化來縮短數位落差。花蓮縣數位機會中心致力於應用數位能力整合教育面、經濟面、社會面、文化面等服務，故不僅提供電腦課程，更舉辦各種活動活化社區產業，行銷社區人文風華及推動民眾作地方文史保存等，期望經由數位課程的帶動而提升偏鄉社區整體社會力。
該計畫為期四年，在花蓮縣自民國九十六年起執行的第一期包括西寶、三棧、花蓮市、鳳林、瑞穗等五個社區。三棧社區撤點之後，於九十八年轉移至壽豐鄉的豐田社區。九十七年第二期包括加灣、新城、吉安、玉里、達蘭埠、卓溪、和富里等七個社區。

## 秀林鄉景美村的加灣DOC
加灣DOC設置於「花蓮縣原住民多元文化協會」，位於花蓮縣秀林鄉景美村加灣社區，座落在花東公路及東部北迴鐵路右側的一塊平原上，面向太平洋背向無名山，屬太魯閣國家公園範圍內，土地為原住民族保留地。秀林鄉轄區有文蘭、銅門、水源、佳民、景美、富世、崇德、和平以及鄉公所所在地的秀林等九個村。景美部落是個可以利用或開發的天然資源極為貧乏的原住民部落。
花蓮縣原住民多元文化協會是由蔣敏真和田掬芬二位退休老師成立，多年來在秀林鄉景美村中以照顧單親、隔代教養的村內弱勢兒童為主，提供課輔服務，讓放學回家後的兒童能得到照顧，甚至溫飽。
2008年秋在行政院縮短城鄉數位落差計畫下，原住民多元文化協會接受教育部輔導成立加灣數位機會中心，開始以計畫資助的電腦教室固定提供資訊課程，讓景美村民眾免費學習，並經常配合東華大學輔導團隊辦理活動，讓民眾能以數位技術發掘和保存當地太魯閣族固有文化，及開發產業機會。
加灣數位機會中心曾與社區民眾合作編製太魯閣族語辭典電子書，並彙集當地景點與人文風華出版社區文化地圖，成為外來訪客的最佳指南。

## 新城鄉北埔國小的新城DOC
新城數位機會中心設置於花蓮縣北埔國民小學，位於花蓮縣新城鄉北埔村。本鄉有臺九線省公路貫穿本鄉南北，為蘇花公路與中西橫貫公路進入花蓮市區乃至花東縱谷的必經之地。區內有慈濟精舍和不少石材加工廠，但一般民眾仍以務農為主，數位落差有待彌補。
新城數位機會中心於九十七年秋開始營運時原屬於基礎型數位機會中心，每週開放時數僅二十三小時。但因兼職駐點人員及北埔國小校方積極支持，對於社區民眾縮短數位落差的貢獻顯著且發展潛力顯著，故於九十九年度起改為教育學習型數位機會中心，設有常任駐點人員，延長開放時數至五十小時及增加免費課程資源。
此外在東華大學輔導團隊協助下，新城數位機會中心發動社區民眾多次參加團購活動，成功行銷新城地區民眾自製月餅、粽子等產品。

## 花蓮市碧雲莊活動中心的花蓮市DOC
花蓮市數位機會中心於民國九十六年奉花蓮縣政府核准，設置於花蓮市介禮街46號，由碧雲莊社區發展協會負責管理。該數位機會中心的設置起源於教育部電算中心的縮短城鄉數位落差計畫，目前共有駐點人員一名，慈濟技術學院資訊志工團隊及社區發展協會幹部，共同投入經營管理。 
數位機會中心的設置希望藉由數位化的力量，增加傳統產業及社區產業的競爭力，讓日益依賴電腦數位化方式進行行銷的年代，數位化的落後意謂未來競爭力的落後。本中心秉持教育部電算中心為了提供偏鄉社區與都會社區有平等的資訊近用機會與資訊應用素養且縮短數位的落差，進而提升民眾資訊應用能力的美意，積極的開設社區民眾、銀髮族電腦基礎與進階資訊學習課程。 
並不斷的整合社區資源，將社區營造的工作與成果，諸如文史調查、生態環境調查、文化影片典藏、產業及觀光景點介紹等，皆能透過數位化方式來呈現。 
花蓮市數位機會中心的營運是多面相的，期待利用數位科技、透過網際網路，將社區的地方風華，很多元的呈現讓民眾更了解，也讓民眾與社區之間從此零距離。

## 吉安鄉干城社區發展協會的吉安DOC
中華民國101年度開始，吉安鄉的DOC由原來的宜昌國小轉移置稻香國小，2014年起，轉由 花蓮縣吉安鄉干城社區發展協會 營運迄今。

## 光復鄉鄉立圖書館的光復DOC
光復數位機會中心設立於光復鄉立圖書館，地址為花蓮縣光復鄉忠孝路23巷11號。館內共有10台公用電腦，20台視聽教室電腦，15台借用平板，並有館內員工共計3人協助運作，除每周一與國定假日休館外，其他開放時段為上午8:00至下午6點整。
光復鄉是台灣運動員的搖籃！台灣首位原住民教授、原民體壇領航者曾俊傑即出生於此，培訓了吳阿民、李阿土、朱瑞芳、田阿妹、古金水等馳名的國際選手。光復DOC數位典藏了我們在地選手的紀錄片可在以下網址觀看。https://www.youtube.com/channel/UCG02nXhQJS2xV56FGTlptMw?view_as=subscriber
https://www.youtube.com/channel/UCj27eewQelb1ZWhQv1NSq-A?view_as=subscriber
除此之外，不定期舉辦閱讀推廣活動，更於109年5月將與愛的書庫合作，帶給當地民眾更多的書籍與電子書的資源。

## 玉里天主堂的玉里DOC
玉里數位機會中心設於財團法人天主教花蓮教區玉里天主堂一樓圖書室隔壁，位於花蓮縣玉里鎮，鄰近玉里鎮公所。在教育部計畫資助下，設於天主堂內的電腦教室共有15臺電腦及5台筆電，並有天主堂志工3人協助運作，開放時數每週40小時。
主持天主堂的法籍劉一峰神父在台二十餘年，默默服務社區從事公益，得到極多人敬重，並發展出強大志工團體，對於數位機會中心活動幫助匪淺。玉里數位機會中心位於玉里市區要衝，除了提供免費資訊課程給玉里地區民眾之外，日常開放時間亦常有附近醫院精神病友前來，藉網路重建與外界聯係，是所有數位機會中心最大特色。

## 卓溪鄉古風村的卓溪DOC
卓溪數位機會中心所在地的古風村(古諾風社區)臨近玉山國家公園八通關古道東部出口，由卓溪鄉生活美學學會承辦。自九十七年秋以基礎型開始營運之後，由於鄉民對各項課程及活動踴躍參與，且獲得鄉內各界支持，加上卓溪鄉原本數位落差相當大，故於九十九年度起改成教育學習型，並擴展服務聚點至侖山村，募集二手電筒腦成立第二個電腦教室。
卓溪鄉以農業為主要產業，並有玉山國家公園的豐富自然景觀資源。居民以布農族為主。數位機會中心在提供免費資訊課程之外，對於發展地方觀光資源和保存布農族文化活動積極參與，經常以數位機會中心資源與其他協會或計畫合作辦理各項活動。

## 富里鄉達蘭埠長老教會的達蘭埠DOC
達蘭埠部落位於富里鄉約台九線312公里處，依路標向東轉入五百公尺後可達此僅有七十餘戶人口的阿美族部落。此部落居民幾乎全部以種植金針為主業，種植地點在六十石山，近年成為觀光熱門景點。沿六十石山南側的九岸溪溯溪上行三小時可達阿美族人早期居住的區域，該區因為沒有電線架設，被稱為「黑暗部落」。
達蘭埠數位機會中心設於社區內的長老教會一樓，該址原為原住民社區大學達蘭埠部落教室，現由達蘭埠文化產業推廣協會承辦。由於社區因阿美族佔絕大多數，故阿美族母語在日常生活中仍相當普遍。社區電腦網路極不普遍，數位機會中心設立之後，成為社區居民、學生使用電腦網路及學習的中心，而為求與中高齡民眾充分溝通，開設的數位課程經常須有母語翻譯協助。
自民國九十七年秋開始營運以來，承辦的達蘭埠文化產業推廣協會一直期望利用網路世界對外行銷社區的有機金針產品，及推展九岸溪生態觀光和阿美族特色文化活動。

## 富里鄉富里圖書館的富里DOC
富里DOC九十七年秋成立於富里國小內，與國小電腦教室合一，日常提供社區學習電腦課程及網路應用。自九十九年春起移至富里圖書館二樓，連同圖書館原有設備，共有二十餘台電腦供民眾使用。DOC除提供免費電腦課程之外，亦帶領社區民眾至鄰近玉里、瑞穗等DOC交流，觀摩產業行銷與志工營運方式。

## 外部連結
- 行政院智慧台灣計劃 （页面存档备份，存于）
- 教育部創造偏鄉數位機會
- 花蓮縣數位機會中心
- 西寶數位機會中心
- 加灣數位機會中心
- 新城數位機會中心
- 花蓮市數位機會中心
- 吉安數位機會中心 （页面存档备份，存于）
- 壽豐數位機會中心
- 鳳林數位機會中心
- 光復數位機會中心
- 瑞穗數位機會中心
- 玉里數位機會中心
- 卓溪數位機會中心
- 達蘭埠數位機會中心
- 富里數位機會中心